# 里維爾 (明尼蘇達州)
里維爾（英語：Revere）是一個位於美國明尼蘇達州雷德伍德縣的城市。

## 歷史
里維爾於1886年成立，1900年升格為城市，得名自美國獨立戰爭時期愛國者保羅·里維爾（Paul Revere）。里維爾的郵局自1893年起營運至今。

## 人口
根據2020年美國人口普查的數據，里維爾的面積為1.48平方千米，皆為陸地。當地共有人口89人，而人口密度為每平方千米60人。